# Fufius ecuadorensis
Fufius ecuadorensis là một loài nhện trong họ Cyrtaucheniidae. Loài này phân bố ờ Ecuador.